# Квіринув
Квіринув (пол. Kwirynów) — село в Польщі, у гміні Старі Бабиці Варшавського-Західного повіту Мазовецького воєводства.
Населення — 953 особи (2011).
У 1975-1998 роках село належало до Варшавського воєводства.

## Демографія
Демографічна структура станом на 31 березня 2011 року:
|          | Загалом | Допрацездатний вік | Працездатний вік | Постпрацездатний вік |
| -------- | ------- | ------------------ | ---------------- | -------------------- |
| Чоловіки | 482     | 126                | 328              | 28                   |
| Жінки    | 471     | 120                | 294              | 57                   |
| Разом    | 953     | 246                | 622              | 85                   |